# Tagalog
Pour le peuple du même nom, voir Tagalog (ethnie).
Ne doit pas être confondu avec Télougou.
Le tagalog ou tagal est une variété linguistique du rameau des langues philippines de la branche malayo-polynésienne des langues austronésiennes. Elle est principalement parlée en Asie du Sud-Est. Elle est de facto la base du philippin, langue officielle – avec l'anglais comme la langue co-officielle – des Philippines. C'est l'une des presque 190 langues des Philippines.

## Historique
Le mot tagalog est un composé des mots taga (résident) et ilog (fleuve). Le mot tagalog signifie donc « les habitants du fleuve ». Aujourd'hui, il n'y a pas d'échantillon de cette langue avant l'arrivée des Espagnols parce qu'alors les Philippins écrivaient leur langue sur des feuilles d'arbres et des écorces.[réf. nécessaire]

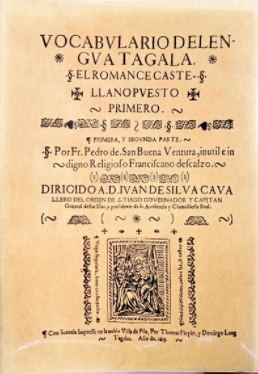
Vocabulario de la Lengua Tagala, 1613.

La première publication en tagalog est La Doctrina Cristiana en la Lengua Tagala y Española, un livre de catéchisme bilingue publié en 1593. La partie tagalog est écrite en baybayin (le système d'écriture traditionnel du tagalog) et en latin. Il y a aussi une traduction en espagnol.

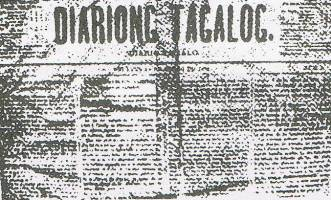
Diariong Tagalog, premier journal en tagalog, publié à partir de 1882.

À partir de 1613, des prêtres espagnols, tel Pedro de San Buenaventura, écrivirent des livres sur la grammaire et le vocabulaire du tagalog. Les plus populaires sont le Vocabulario de la Lengua Tagala en 1613, Vocabulario de la lengua tagala en 1835, et Arte de la lengua tagala y manual tagalog para la adminstración de los Santos Sacramentos en 1850. Au début du XVIIIe siècle, Francisco Balagtas, appelé le William Shakespeare du tagalog, écrivait ses œuvres dans cette langue, particulièrement le poème Florante et Laura considéré comme étant le meilleur.
Sous le gouvernement du Commonwealth, le président Manuel Quezon constitua un groupe d'experts représentatifs afin de choisir une langue qui allait devenir la base de la langue nationale. Ils choisirent unanimement le tagalog et le secrétaire de l’Éducation le rebaptisa pilipino pour lui donner une connotation nationale, moins régionale et ethnique. Il deviendra par la suite « philippin » et langue nationale dans la Constitution de 1987 (article XIV, section 6).
Le tagalog est aujourd'hui parlé par près de 65 millions de personnes aux Philippines. C'est aussi la langue des Philippines la plus parlée outre-mer. Aujourd'hui, le tagalog est classé 40e langue la plus parlée en nombre de locuteurs.

## Classification
Le tagalog appartient au groupe méso-philippin du rameau philippin de la branche malayo-polynésienne de la famille des langues austronésiennes.
À cette famille austronésienne appartiennent également des langues aussi diverses que l'indonésien, le malais, le fidjien, le maori de Nouvelle-Zélande, le hawaïen, le malgache de Madagascar, le samoan, le tahitien, le chamorro de l'île de Guam, le tétoum de Timor oriental et le paiwan de Taïwan.
Le bicolano, le hiligaïnon, le waray-waray et le cebuano, également parlés aux Philippines, sont proches du tagalog. Les langues espagnole et anglaise l'influencent puissamment. On y trouve également des emprunts au sanskrit, au chinois min-nan et à l'arabe.

## Distribution géographique

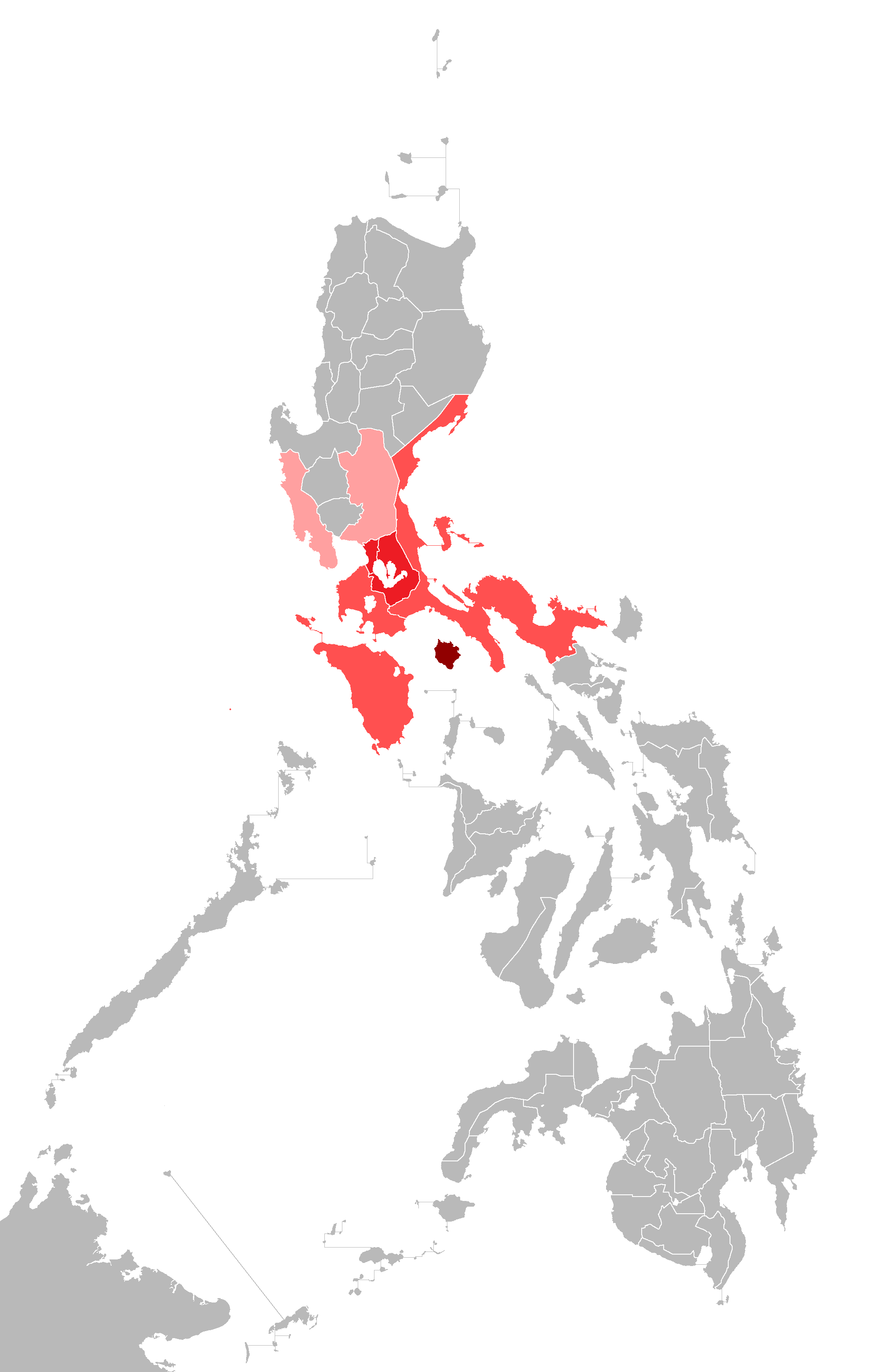
Le Katagalugan, le foyer des Tagalogs.

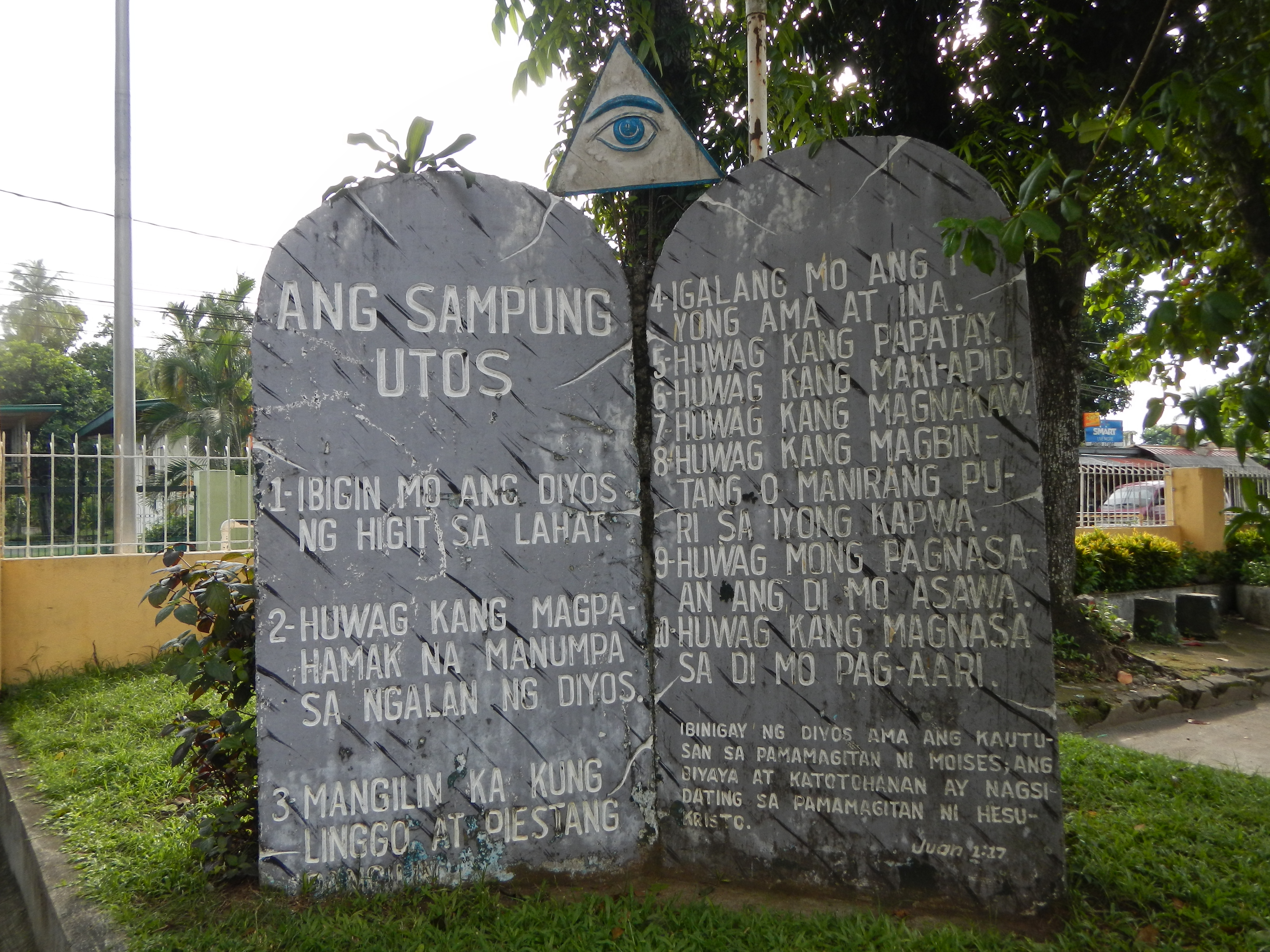
Spécimen de texte: le Décalogue en tagalog.

Le Katagalugan ou le foyer des Tagalogs est le Sud-Ouest de l'île de Luçon, particulièrement les provinces d'Aurora, Batangas, Bataan, Bulacain, Cavite, Laguna, le Metro Manille, Nueva Ecija, Quezon et Rizal. Les habitants des Îles de Lubang en Marinduque et de l'île de Mindoro le considèrent également comme langue maternelle.
Selon le recensement de 2000, 90 % de la population totale philippine est capable de parler le tagalog, à des niveaux variables. Aux États-Unis, le tagalog est la quatrième langue la plus parlée nativement, après l'anglais, l'espagnol, et le chinois.

## Alphabet
| Lettres majuscules |   |   |   |   |   |   |   |   |   |   |   |   |   |   |    |   |   |   |   |   |   |   |   |   |   |   |   |
| A                  | B | C | D | E | F | G | H | I | J | K | L | M | N | Ñ | Ng | O | P | Q | R | S | T | U | V | W | X | Y | Z |
| Lettres minuscules |   |   |   |   |   |   |   |   |   |   |   |   |   |   |    |   |   |   |   |   |   |   |   |   |   |   |   |
| a                  | b | c | d | e | f | g | h | i | j | k | l | m | n | ñ | ng | o | p | q | r | s | t | u | v | w | x | y | z |

## Phonologie

### Consonnes
Les consonnes du tagalog sont décrites dans le tableau ci-dessous :
|               |               | Bilabiale | Dentale / Alvéolaire | Palatale       | Vélaire | Glottale |
| Occlusives    | Sourde        | p         | t                    |                | k       | - [ʔ]    |
| Occlusives    | Voisée        | b         | d                    |                | g       |          |
| Affriquées    | Sourde        |           |                      | (ts, tiy) [tʃ] |         |          |
| Affriquées    | Voisée        |           |                      | (diy) [dʒ]     |         |          |
| Fricatives    | Fricatives    |           | s                    | (siy) [ʃ]      |         | h        |
| Nasales       | Nasales       | m         | n                    | (ny, niy) [nj] | ng [ŋ]  |          |
| Latérales     | Latérales     |           | l                    | (ly, liy) [lj] |         |          |
| Roulées       | Roulées       |           | r                    |                |         |          |
| Semi-voyelles | Semi-voyelles | w         |                      | y              |         |          |

Le tagalog est une langue syllabique. Cela signifie que les mots sont divisés en syllabes. En général, la règle de la prononciation est « on prononce comme on écrit ». Ainsi, le mot mabuhay (formule de vive ou viva en espagnol, toast en l'honneur de quelqu'un) se prononce [ma-bou-'haï], en API [mɐˈbuːhaɪ].

## Lexique

### Pronoms personnels
Comme les substantifs, les pronoms personnels sont classés par cas :
|                                  | Absolutif | Ergatif | Oblique |
| -------------------------------- | --------- | ------- | ------- |
| 1re personne du singulier        | akó       | ko      | akin    |
| 1re personne du duel             | katá/kitá | nitá    | kanitá  |
| 2e personne du singulier         | ikáw (ka) | mo      | iyó     |
| 3e personne du singulier         | siyá      | niyá    | kaniyá  |
| 1re personne du pluriel inclusif | táyo      | nátin   | átin    |
| 1re personne du pluriel exclusif | kamí      | námin   | ámin    |
| 2e personne du pluriel           | kayó      | ninyó   | inyó    |
| 3e personne du pluriel           | silá      | nilá    | kanilá  |

Voici quelques exemples.
- Sumulat akó = « J'ai écrit »
- Sinulatan akó = « (Il/Elle) m'a écrit »
- Ibibigáy ko sa kaniyá = « Je vais le lui donner »

Les pronoms au génitif suivent le mot qu'ils modifient. Les pronoms à l'oblique peuvent prendre la place du pronom au génitif, mais ils précèdent alors le mot qu'ils modifient.
- Ang bahay ko = Ang aking bahay = « Ma maison »

Le pronom duel katá/kitá a largement disparu, sauf dans les régions rurales. Toutefois, kitá est utilisé pour remplacer la séquence pronominale ko ikáw.
- Mahál kitá = « Je (t')aime » (de mahál = cher, chéri)
- Bibigyán kitá ng pera = « Je vais te donner de l'argent »
- Nakita kitá sa tindahan kahapon = « Je t'ai vu au magasin hier »
- Kaibigan kitá = « (Tu es) mon ami »

Le pronom inclusif táyo se rapporte aux première et deuxième personnes. Il peut aussi se rapporter à la troisième personne.

Le pronom exclusif kamí se rapporte aux première et troisième personnes mais exclut la deuxième.
- Walâ táyong bigás = « Nous (toi et moi) n'avons pas de riz »
- Walâ kamíng bigás = « Nous (mais pas toi) n'avons pas de riz »

La deuxième personne du singulier a deux formes. Ikáw est la forme non enclitique, ka l'enclitique, qui ne commence jamais une phrase. Le pluriel kayó est aussi utilisée comme forme de politesse du singulier, comme le français vous.
Il n'y a pas de genre en tagalog, donc siyá signifie aussi bien « il » que « elle ».

### Pronoms démonstratifs
|                                                    | Absolutif | Ergatif | Oblique     | Locatif          | Existentiel |
| -------------------------------------------------- | --------- | ------- | ----------- | ---------------- | ----------- |
| Près du locuteur (ceci, ici) *                     | iré       | niré    | díne        | nandine          | ére         |
| Près du locuteur et de l'interlocuteur (ceci, ici) | itó       | nitó    | díto/ríto   | nandíto/nárito   | héto        |
| Près de l'interlocuteur (cela, là)                 | iyán      | niyán   | diyán/riyán | nandiyán/náriyan | ayán        |
| Éloigné (là-bas)                                   | iyón      | niyón   | doón/roón   | nandoón/nároon   | ayón        |

*Iré n'est plus utilisé par la plupart des locuteurs du tagalog. À sa place, on utilise itó.
Voici quelques exemples.
- Anó itó?
 = « Qu'est-ce que c'est ? »
- Sino ang lalaking iyon?
 = « Qui est cet homme ? »
- Galing kay Pedro ang liham na itó
 = « Cette lettre est de Pedro »
- Nandito akó
 = « Je suis ici »
- Kakain silá dito
 = « Ils vont manger ici » ; la répétition des deux premières lettres signifie le futur.
- Saán ka man naróroon
 = « Où que vous soyez »
- Kumain na yang batà 
 = « L'enfant en a mangé » ; le mot yang n'existe pas, mais la phrase est une sorte de jargon ; la forme correcte de cette phrase est Kumain na ba ang bata
- Ayón palá ang salamín nyo!
 = « Vos lunettes sont donc là-bas ! » Ayón est un mot descriptif suivi par un objet ou une personne.
- Heto isang regalo para sa inyo
 = « Voici un cadeau pour vous »

## Vocabulaire
| Mot       | Traduction      | Prononciation standard                          |
| --------- | --------------- | ----------------------------------------------- |
| Terre     | mundo           | [mun-do]                                        |
| terre     | daigdig         | [da-ig-dig]                                     |
| ciel      | langit          | [la-ngit]                                       |
| eau       | tubig           | [tu-big]                                        |
| feu       | apoy            | [a-poy]                                         |
| livre     | libro           | [lib-ro]                                        |
| crayon    | lapis           | ['lαpis]                                        |
| maison    | bahay           | ['bα.haj]                                       |
| lit       | kama            | [kama]                                          |
| toilette  | kubeta          | [kubεta]                                        |
| lavabo    | lababo          | [la-ba-bo]                                      |
| cuisine   | kusina          | [ku-si-naʔ]                                     |
| homme     | lalaki          | [la-la-ki] mais, se prononce souvent [la-la-ke] |
| femme     | babae           | [ba-ba-e]                                       |
| enfant    | anak            | [a-nak]                                         |
| manger    | kumain          | [ku-ma-in]                                      |
| boire     | uminom          | [u-mi-nom]                                      |
| grand     | malaki          | [ma-la-ki]                                      |
| petit     | maliit          | [ma-li-it]                                      |
| nuit      | gabi            | [ga-bi], mais se prononce aussi [gab-i]         |
| matin     | umaga           | [u-ma-ga]                                       |
| jour      | araw            | [a-raw]                                         |
| lundi     | lunes           | [lu-nes]                                        |
| mardi     | martes          | [mar-tes]                                       |
| mercredi  | miyerkules      | [mi-yer-ku-les]                                 |
| jeudi     | huwebes         | [hu-we-bes]                                     |
| vendredi  | biyernes        | [bi-yer-nes]                                    |
| samedi    | sabado          | [sa-ba-do]                                      |
| dimanche  | linggo          | [ling-go]                                       |
| mois      | buwan           | [bu-wan]                                        |
| janvier   | enero           | [e-ne-ro]                                       |
| février   | pebrero         | [peb-re-ro]                                     |
| mars      | marso           | [mar-so]                                        |
| avril     | abril           | [ab-ril]                                        |
| mai       | mayo            | [ma-yo]                                         |
| juin      | hunyo           | [hun-yo]                                        |
| juillet   | hulyo           | [hul-yo]                                        |
| août      | agosto          | [a-gos-to]                                      |
| septembre | setyembre       | [set-yem-bre]                                   |
| octobre   | oktobre         | [ok-tub-bre]                                    |
| novembre  | nobyembre       | [nob-yem-bre]                                   |
| décembre  | disyembre       | [dis-yem-bre]                                   |
| pourquoi  | bakit           | [ba-kit]                                        |
| comment   | paano           | [pa-ano], mais se prononce aussi [pa-no]        |
| oui       | oo              | [o-o]                                           |
| non       | hindi           | [hin-di]                                        |
| parce que | kasi            | [ka-si], mais se prononce aussi [ka-se]         |
| mais      | pero ou bagamat | [pe-ro] [ba-ga-mat]                             |
| cependant | subalit         | [su-ba-lit]                                     |